# بيرل إبراهام
بيرل إبراهام (بالإنجليزية: Pearl Abraham)‏ هي مؤلفة وكاتِبة أمريكية، ولدت في 16 أكتوبر 1960 في القدس في إسرائيل.